# Maria Gattilusio
Maria Gattilusio, död efter 1463, var en kejsarinna av Trapezunt, gift med medkejsaren Alexander Megas Komnenos av Trapezunt.

## Biografi
Hon var dotter till Dorino I Gattilusio, genuesisk herre av Lesbos (1428-1455), och syster till Dominic Gattilusio, Niccolò Gattilusio och Francesco III Gattilusio; hennes syster Katarina Gattilusio gifte sig 1441 med den sista bysantinske kejsaren, Konstantin XI Palaiologos. Maria Gattilusio gifte sig 1437 med Alexander Komnenos, bror till Johannes IV av Trapezunt. Äktenskapet arrangerades för att vinna allierade i Alexanders kamp mot sin bror. Paret fick ett barn, den senare Alexios V av Trapezunt. 
När hennes make 1451 utnämndes till sin brors medregent, blev hon kejsarinna. Hon blev änka 1459. Året därpå, 1460, avled hennes svåger Johannes IV och hennes son placerades på tronen som Alexios V vid sex års ålder. Hennes son avsattes senare samma år av sin farbror David Komnenos. 
Vid Trapezunts fall 15 augusti 1461 erövrades hela kejsardömet Trapezunt av det Osmanska riket och hela den före detta kejserliga familjen fördes som fångar till Konstantinopel. Den 1 november 1463 avrättades alla manliga medlemmar av familjen - exkejsaren David Komnenos, hans tre söner och Marias son exkejsare Alexios V - medan Maria Gattilusio och Anna Megale Komnene placerades då i det kejserliga osmanska haremet.